# Protopolybia rubrithorax
Protopolybia rubrithorax är en getingart som beskrevs av Joseph Charles Bequaert 1944.
Protopolybia rubrithorax ingår i släktet Protopolybia och familjen getingar. Inga underarter finns listade i Catalogue of Life.